# Euproctis calvella
Euproctis calvella är en fjärilsart som beskrevs av Embrik Strand 1918. Euproctis calvella ingår i släktet Euproctis och familjen tofsspinnare. Inga underarter finns listade i Catalogue of Life.